# Никандров, Александр Михайлович
Александр Михайлович Никандров (12 [25] декабря 1912, дер. Устье, Новгородская губерния — 20 ноября 2003, Омск) — разведчик советского Военно-Морского флота, участник Великой Отечественной войны и советско-японской войны, мичман, Герой Советского Союза (1945).

## Биография
А. М. Никандров родился 12 (25) декабря 1912 года в деревне Устье (ныне — Белозерского района Вологодской области).
Окончив школу, работал в Мурманске. В 1934 году был призван на службу в ряды Красной Армии. Службу проходил на миноносце «Урицкий» командиром отделения сигнальщиков.
В мае 1941 года Александр Михайлович начал службу в особом разведывательном отряде морской пехоты Северного флота, в который набирали самых выносливых лыжников. В составе этого отряда А. М. Никандров прошёл всю войну, дослужившись до командира взвода разведки.
После Великой Отечественной войны А. М. Никандров был направлен на Тихоокеанский флот. Участвовал в войне с Японией. За подвиг, совершённый в ходе морского десанта по взятию города Сейсин, указом Президиума Верховного Совета СССР 14 сентября 1945 года А. М. Никандрову присвоено звание Героя Советского Союза.
А. М. Никандров был одним из немногих разведчиков, который, пройдя всю войну, не имел ни одного серьёзного ранения. Александр Михайлович демобилизовался в 1945 году.
После войны Александр Михайлович работал на омском заводе «Полет» столяром-краснодеревщиком. Выйдя на пенсию, А. М. Никандров продолжал работать на заводе до тех пор, пока отмороженные на Северном флоте ноги не начали отказывать.
А. М. Никандров скончался в 2003 году. Похоронен на Старо-Северном мемориальном кладбище города Омска.

## Награды
- Герой Советского Союза (1945);
- орден Ленина (1945);
- два ордена Красного Знамени;
- орден Отечественной войны I степени;
- медали.

## Память
- Имя Героя носил пионерский отряд школы № 78 г. Омска.
- Летом 2003 года школе, в которой учился А. М. Никандров, было присвоено его имя.